# Marcel Ndjeng
Marcel Ndjeng (Bonn, 1982. május 6. –) német-kameruni labdarúgó, 2012 óta a német Hertha BSC középpályása.

## Pályafutása
Ndjeng szülővárosa csapataiban kezdte pályafutását. 1996. július 1-én az 1. FC Köln utánpótlásába került. Megmászta a ranglétrát, az első csapatban is bemutatkozott, 2004-ben leigazolta a Fortuna Düsseldorf. Ott mindössze 1 évet töltött, mielőtt az Paderbornhoz igazolt. Ott is csak egy évet töltött, következő csapata az Arminia Bielefeld lett. Következő csapata, a Borussia Mönchengladbach 675 ezer eurót fizetett érte 2007 augusztusában. Később innen került kölcsönben a Hamburgba. 2009. június 28-án kétéves szerződést kötött az FC Augsburg csapatával.

## Válogatottban
Bár játszhatott volna a német válogatottban is, ő Kamerunt választotta. A válogatottban 2008. május 15-én játszott először.

## Magánélete
Testvére, Dominique Ndjeng szintén profi labdarúgó.